# Mycket väsen för ingenting (film)
Mycket väsen för ingenting (engelska: Much Ado About Nothing) är en brittisk-amerikansk romantisk komedifilm från 1993 i regi av Kenneth Branagh. Filmen är baserad på William Shakespeares pjäs med samma namn. I huvudrollerna ses Branagh, Emma Thompson, Robert Sean Leonard, Denzel Washington, Michael Keaton, Keanu Reeves och Kate Beckinsale.

## Handling
En grupp soldater kommer tillbaka efter ett fälttåg och gästar ståthållaren Leonato. Den unge Claudio uppvaktar Leonatos dotter Hero, medan den mer erfarne Benedick utväxlar förolämpningar med Beatrice, något som Benedicks överordnade Don Pedro och Leonato bestämmer sig för att försöka omvandla till kärlek. De sätter en plan i verket att få bägge att tro att den andre redan är kär. 
Under tiden bestämmer sig den tungsinte Don Juan dock för att ställa till problem, genom att få det att verka som om Hero varit otrogen med hans medhjälpare. Planen fungerar och Claudio förbannar Hero, medan Leonato förskjuter henne. Benedick och Beatrice upptäcker dock planen och med hjälp av konstapel Dogberry lyckas de få Don Juans medhjälpare att erkänna sin del av planen. De skapar en ny plan för att få Claudio att acceptera Hero, genom att låtsas att hon begått självmord.

## Om filmen
Filmen är baserad på William Shakespeares pjäs med samma namn. Filmen hade svensk premiär den 1 oktober 1993.

## Rollista i urval
- Kenneth Branagh - Benedick, adelsman från Padua
- Emma Thompson - Beatrice, Leonatos brorsdotter
- Robert Sean Leonard - Claudio, ung greve från Florens
- Kate Beckinsale - Hero, Leonatos dotter
- Denzel Washington - Don Pedro, prins av Aragonien
- Keanu Reeves - Don Juan, Don Pedros halvbror
- Richard Briers - Leonato, ståthållare i Messina
- Michael Keaton - Dogberry, stadsvaktkonstapel
- Gerard Horan - Borachio
- Imelda Staunton - Margaret
- Brian Blessed - Antonio, Leonatos bror
- Ben Elton - Verges
- Jimmy Yuill - Broder Francis
- Richard Clifford - Conrade
- Phyllida Law - Ursula
- Patrick Doyle - Balthazar